# Drudenei
Ein Drudenei, auch Hexenei oder Krückei, ist im früheren deutschen Volksglauben ein ungewöhnlich kleines Hühnerei, das eine Drude brachte und der Henne unterschob. Das richtige, größere Ei soll die Drude dafür mitgenommen haben. Neben dieser Vorstellung schien das Drudenei zur Abwehr von Naturgefahren geeignet.

## Schadwirkung

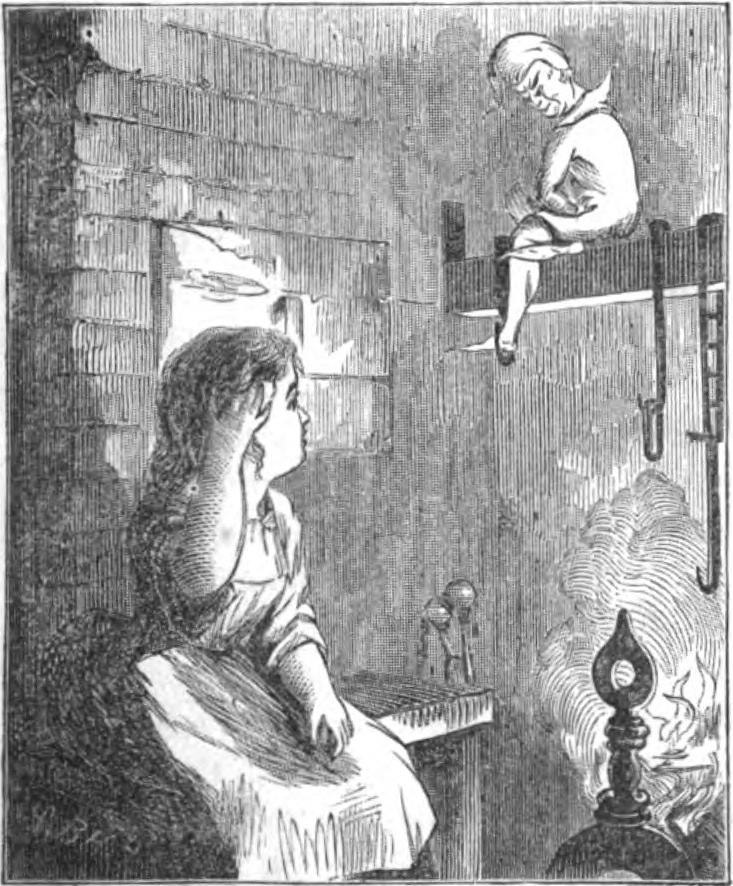
Dem allein im Zimmer sitzenden Mädchen Rhoda erscheint auf dem Kamin ein Alp in Gestalt eines Männchens. Illustration zur Erzählung A Fire Story der amerikanischen Unterhaltungsschriftstellerin Jane Goodwin Austin, 1868.

Drude (auch Trude) ist ein weibliches Geistwesen im deutschen Sprachraum, das sich nachts auf die Brust des Schlafenden setzt und für Alpträume verantwortlich gemacht wird. Wesen, die einen derartigen Druck auf den Schlafenden ausüben, dass dieser bisweilen eine Erstickungsgefahr befürchtet, gehören zu den Elfen, die als männlicher oder weiblicher Dämon regional unterschiedlich Alp, Alb, Alf und Elbe genannt werden. Stets sind es Schrecken erregende Figuren, die im Traum als Tiere oder in einer hässlichen und bizarren menschlichen Gestalt erscheinen. Manche werden in den Erzählungen auch gestaltlos vorgestellt, etwa indem sie wie ein Sack auf den Boden fallen oder wie weißer Nebel verschwinden. Darin ist ihre Verwandlungsfähigkeit angedeutet. Neben der Hauptaktivität dieser Naturgeister, nachts ihre Opfer zu drücken und sogar auf ihnen zu reiten, vermögen sie des Weiteren, an Kindern, Männern und besonders an Wöchnerinnen zu saugen, sodass deren Brüste übermäßig groß werden. 
Für Wöchnerinnen bestand außerdem die Gefahr, dass Elfen den Säugling entwendeten und durch einen Wechselbalg ersetzten. Dieselbe Gefahr drohte den Hühnern: Die Drude drang in den Hühnerstall und tauschte ein normalgroßes Ei durch ein sehr kleines aus. Um sich zukünftig hiervor zu schützen, sollte das Drudenei rücklings über das Hausdach geworfen werden. Wenn es am Boden aufplatzte, zersprang die Drude. Man konnte die Drude ferner loswerden, indem man ihr ein Ei versprach, heißt es. Aus der Frühen Neuzeit stammen Erzählungen, wonach auch Hexen Eier aus den Nestern entwenden. Umgekehrt sollten Hexen bewirken, dass die Hühner durch ein Zauberfutter viele Eier legen.

## Apotropäische Bedeutung
Das Ei in der Kulturgeschichte ist in erster Linie ein Fruchtbarkeits- und Lebenssymbol, wie es etwa der Tradition des Ostereis zugrunde liegt. Daher bedarf es wie der menschliche Säugling des besonderen Schutzes und ist im Volksglauben ähnlichen Angriffen durch jenseitige Mächte ausgesetzt. Im Zusammenhang mit dem Ei haben sich zahlreiche magische Praktiken herausgebildet, unter anderem wird es bei Eierorakeln gebraucht. Hierin erweist sich das Ei nicht als schutzbedürftige, sondern als wirkmächtige, treibende Kraft. Laut einer Geschichte um 1800 sollte in der Oberpfalz eine Wetterhexe verbrannt werden. Als sie am Pfahl stand, bat sie um ein Ei und als sie dieses ausgetrunken hatte, war sie plötzlich verschwunden. Eine andere Methode, um die Drude loszuwerden, als das Drudenei übers Haus zu werfen, war angeblich, ihr ein Ei anzubieten. 
Dem Drudenei wurde eine apotropäische Wirkung nachgesagt. Gegen die Gefahr eines Blitzeinschlags sollte es ebenfalls über das Hausdach geworfen, im Dachstuhl abgelegt, in einem Lumpen an die Stalltür genagelt oder unter der Tür vergraben werden. In diesen Handlungen wird die Lebenskraft des Eis im Sinne einer Opfergabe bemüht. 
Im deutschen Volksglauben ungewöhnliche Eier zeichnen sich nicht nur durch ihre Kleinheit aus, sie können auch durch anderweitige Eigenschaften und ihr Legedatum eine magische Bedeutung erlangen. Mit Eiern einer schwarzen Henne – in Österreich sogenannten Antlasseiern, wenn sie an einem Gründonnerstag gelegt worden waren – wollte man eine Hexe erkennen können; insbesondere, wenn man eine Henne schlachtete, ihr das noch nicht gelegte Ei entnahm und es in die Kirche trug, um dort die Hexen ausfindig zu machen. Solche Eier unter der Türschwelle vergraben sollten eine Feuersbrunst verhindern. Ein Gründonnerstagsei sollte auch Hagel vertreiben; vielerlei magische Wirksamkeit wurde Karfreitagseiern zugeschrieben.